# Aase Texmon Rygh

Aase Texmon Rygh, etwa 30-jährig, bei ihrer Arbeit im Atelier. Foto: Bjørn Fjørtoft (1956)

Aase Texmon Rygh (* 13. April 1925 in Dyrøy, Troms; † 21. Mai 2019 in Oslo) war eine norwegische Bildhauerin.

## Leben und Werk
Aase Texmon Rygh studierte von 1944 bis 1946 an der Norwegian National Academy of Craft and Art Industry in Oslo und von 1948 bis 1949 an der Königlich Dänischen Kunstakademie in Kopenhagen bei Einar Utzon-Frank.
Das Möbiusband, welches gedanklich das Paradoxon verkörpert, ein „inneres Außen“ und ein „äußeres Innen“ zu besitzen, ist im Werk von Texmon Rygh von zentraler Bedeutung.
Mehrere ihrer Werke sind im öffentlichen Raum in Norwegen zu sehen.

## Ausstellungen (Auswahl)
- 2014 Aase Texmon Rygh. Modernism forever! Nationalmuseet, Oslo[5]
- 2012 dOCUMENTA (13), Kassel
- 2002 Bergen kunstmuseum, Bergen
- 1992 Henie-Onstad kunstsenter, Oslofjord
- 1963 Biennale von São Paulo, São Paulo

## Auszeichnungen
- 2001 Ernennung zum Ritter 1. Klasse des Sankt-Olav-Ordens